# أيزاياه فريزر
إشعياء أو أيزاياه فريزر (بالإنجليزية: Isaiah Frazier)‏ هو رجل أعمال أمريكي، (و. 1823  م).